# 贝尔纳·马耶尔
贝尔纳·马耶尔（法語：Bernard Mayeur，1938年2月23日—2004年1月15日），法国篮球运动员。他曾代表法国参加1960年夏季奥运会男子篮球比赛，最终获得第十名。他也曾在1959年欧洲篮球锦标赛上收获一枚铜牌。